# Stadt und Land
Stadt und Land (Ville et campagne) est une polka-mazurka de Johann Strauss II (op. 322). L'œuvre est créée le 19 janvier 1868 au Blumensaal de Vienne[réf. souhaitée].

## Histoire
La polka est écrite à la fin de 1867 après le retour du compositeur d'une représentation à Londres où il a été invité. À cette époque, il acquiert une maison (aujourd'hui connue sous le nom de Fledermausvilla car il y composera l'opérette du même nom quelques années plus tard) dans ce qui est alors encore un quartier rural, Hietzing. Dans cette polka, Strauss décrit musicalement le contraste entre la vie urbaine et rurale de l'époque. La première a lieu le 19 janvier 1868 dans le cadre d'un concert promenade dans les halles aux fleurs de la Société horticole de Vienne. L’œuvre, dans le style austro-viennois, est bien accueillie par le public.

## Durée
Sa durée d'exécution est de 4 minutes et 8 secondes. Elle peut varier quelque peu selon l'interprétation musicale du chef d'orchestre

## Postérité
La pièce est jouée lors du célèbre concert du nouvel an à Vienne : en 1945 (Clemens Krauss) ; 1966, 1970 et 1975 (Willi Boskovsky) ; 1983 et 1986 (Lorin Maazel) ; 1992 (Carlos Kleiber); 2007 (Zubin Mehta).